# Acido tartarico
L'acido tartarico è un acido organico diprotico cristallino bianco. È presente naturalmente in molte piante, specialmente nell'uva e nel tamarindo (oltre che in altri frutti). Uno dei suoi sali, il bitartrato di potassio, noto comunemente come cremor tartaro, si sviluppa naturalmente nel processo di vinificazione. Il bitartrato di potassio viene miscelato al bicarbonato di sodio e usato come agente lievitante. L'acido tal quale viene aggiunto agli alimenti come antiossidante o per conferire un sapore aspro.
L'acido tartarico è un acido alfa-idrossi-carbossilico e aldarico, ed è un derivato diidrossilico dell'acido succinico.

## Storia
L'acido tartarico, noto agli antichi come tartaro, originariamente è stato isolato dal tartrato acido di potassio dall'alchimista Jabir ibn Hayyan intorno all'anno 800. Allo stesso si devono molti altri processi chimici di base usati ancora oggi. Il processo di sintesi moderno è stato sviluppato nel 1769 dal chimico svedese Carl Wilhelm Scheele.
La chiralità dell'acido tartarico è stata invece scoperta nel 1832 da Jean-Baptiste Biot, che osservò la sua capacità di ruotare la luce polarizzata. Louis Pasteur continuò tale ricerca nel 1847 studiando le conformazioni dei cristalli dell'acido tartarico, scoprendone l'asimmetria, mediante impiego di microscopio ottico. Pasteur è stato il primo a produrre un campione puro di acido levotartarico.

## Proprietà
L'acido tartarico è un acido dicarbossilico con formula HOOC-CH(OH)-CH(OH)-COOH o anche C4H6O6 e si può considerare come il derivato diossidrilato in posizione 2 e 3 dell'acido succinico. Il suo nome IUPAC è acido 2,3-diidrossibutandioico.
Una soluzione acquosa di acido tartarico avente concentrazione 100 g/L ha, a 25 °C, un pH circa pari a 1,6. Ha invece pH 2,2 una soluzione 0,1 N (circa 7,5 g/L), secondo le informazioni riportate sulle schede di sicurezza del composto.
L'acido tartarico è un composto chirale, ossia si presenta in diversi stereoisomeri. Questa proprietà lo rende anzitutto utile nella chimica organica per la sintesi di altre molecole chirali. Lo stereoisomero più abbondante in natura è l'acido L-(+)-tartarico o acido destrotartarico. Lo stereoisomero speculare, l'acido levotartarico o l'acido D-(−)-tartarico può essere reperito da fonti naturali insieme con la forma (+), ma in percentuale di solito inferiore. La forma achirale, l'acido mesotartarico, può essere sintetizzato in laboratorio.
L'acido (+)-tartarico e (−)-tartarico sono enantiomeri e quindi ruotano il piano della luce polarizzata in direzioni opposte nella stessa quantità, mentre l'acido mesotartarico è diastereoisomero rispetto a entrambi e non essendo chirale non ruota il piano della luce polarizzata.
Storicamente, con il termine di acido racemico (dal latino racemus, "grappolo d'uva") veniva definito un sottoprodotto otticamente inattivo della cristallizzazione dell'acido (+)-tartarico. Louis Pasteur osservò che i cristalli del sale misto di sodio e ammonio dell'acido racemico erano costituiti da una miscela di due forme speculari fra loro. Dopo averli separati meccanicamente e sciolti in acqua, trovò che le due soluzioni mostravano capacità uguale, ma speculare, di rotazione del piano della luce polarizzata. Una delle due soluzioni, convertita in acido libero, dava un composto identico al già noto acido (+)-tartarico: era stata per la prima volta separata una coppia di enantiomeri nei suoi componenti otticamente attivi. Successivamente a questo fondamentale esperimento la parola racemo ha cambiato significato, identificando una qualsiasi delle miscele con rapporto 1:1 dei due enantiomeri.
L'acido (+)-tartarico è stata la prima molecola chirale a cui è stato possibile, mediante analisi ai raggi X condotte da Bijovet nel 1951, assegnare una configurazione assoluta ovvero comprendere la reale disposizione spaziale degli atomi che la compongono.
Importanti derivati dell'acido tartarico sono i relativi sali, quali il cremor tartaro, il sale di Rochelle (tartrato di sodio e di potassio, un blando lassativo) e il tartaro emetico (tartrato di potassio e antimonio).
L'acido tartarico, nella soluzione di Fehling, lega agli ioni di rame (II), prevenendo la formazione di sali di idrossido insolubili.

### Stereoisomeri dell'acido tartarico
| acido levotartarico acido D-(S,S)-(−)-tartarico       | acido destrotartarico acido L-(R,R)-(+)-tartarico | acido mesotartarico acido (2R,3S)-tartarico |
|                                                       |                                                   |                                             |
| acido DL-tartarico (racemico) (quando in miscela 1:1) |                                                   |                                             |

## Produzione
L'acido L-(+)-tartarico viene prodotto industrialmente in quantità maggiori. È ottenuto dalla feccia, un sottoprodotto delle fermentazioni vinicole. Il sottoprodotto principale è il bitartrato di potassio, che viene convertito in tartrato di calcio dopo trattamento con idrossido di calcio. Si ottengono maggiori rese di tartrato di calcio con l'aggiunta di cloruro di calcio. Il tartrato di calcio viene poi convertito in acido tartarico trattando il sale con acido solforico acquoso.
Acido tartarico racemico può essere preparato con reazione a più stadi dall'acido maleico. Nella prima fase, l'acido maleico viene epossidato dal perossido di idrogeno utilizzando il tungstato di potassio come catalizzatore.

## Derivati
I derivati più importanti dell'acido tartarico comprendono i suoi sali, il cremor tartaro (bitartrato di potassio), il sale di Rochelle (tartrato di sodio e di potassio, blando lassativo la cui piezoelettricità fu usata tra gli anni '40 e gli anni '60 nei microfoni e nella capsula trasduttrice della testina grammofonica di apparati di mediocre qualità) e il tartrato di potassio antimonio.

## Funzioni e applicazioni

### Alimenti, bevande e integratori
La principale fonte di acido L-tartarico usato nell'industria alimentare è costituita da sottoprodotti della spremitura dell'uva in cui è presente come sale di potassio. Si tratta, quindi di acido tartarico naturale. L'Unione Europea ne consente l'uso senza restrizioni (quantum satis) identificandolo con la sigla E334 (Decreto Ministeriale n. 209, supplemento n. 69 alla G.U. n. 96, 24 aprile 1996 e Direttiva 95/2/CE). L'acido L-tartarico viene aggiunto ad alcuni alimenti quali caramelle, marmellate e succhi di frutta per conferirvi un gusto acidulo. È usato come antiossidante ed emulsionante nella panificazione e nella preparazione di agenti lievitanti per dolci e per il pane. Infine si impiega nel vino per equilibrare la sua acidità.
Cristalli di bitartrato di potassio si formano sempre nel vino durante il suo processo di produzione. Per questo motivo, prima dell'imbottigliamento, il vino bianco o rosato (più raro sul rosso) viene solitamente stabilizzato dal punto di vista tartarico. Tale stabilizzazione può essere ottenuta attraverso tecniche sottrattive quali il trattamento a freddo, l'elettrodialisi o l'uso di resine a scambio cationico, oppure attraverso tecniche additive che si basano sull'aggiunta di inibitori di cristallizzazione quali acido metatartarico, carbossimetilcellulosa, poliaspartato di potassio o mannoproteine. I tartrati non si devono formare in bottiglia perché causerebbero perdita di acidità e quindi di freschezza del vino stesso. Un deposito di tartrato in bottiglia, nonostante la sua innocuità dal punto di vista salutistico, causerebbe importanti danni commerciali al produttore a causa del rifiuto del prodotto da parte del consumatore. L'acido tartarico è un importantissimo componente della qualità di ogni vino, rappresentando uno dei pilastri sui quali si basa la longevità ed evoluzione del vino stesso.

### Farmacologiche
Viene utilizzato nella preparazione di medicinali; in particolare miscelato al bicarbonato di sodio è utilizzato nella preparazione di effervescenti digestivi.

### Altre
L'acido tartarico ha anche diverse applicazioni per uso industriale. Ha la capacità di chelare ioni metallici come calcio e magnesio. Pertanto, è utilizzato nell'industria agricola e metallurgica per la complessazione di micronutrienti nel fertilizzante del suolo e per la pulizia di superfici metalliche costituite da alluminio, rame, ferro o leghe metalliche. È un ottimo ritardante nell'indurimento del gesso nel settore della costruzione.

## Sicurezza
L'acido tartarico è una tossina muscolare, che agisce inibendo la produzione di acido malico e in alte dosi causa paralisi e morte.  La dose letale mediana è di circa 7,5 grammi/kg per un uomo, circa 5,3 grammi/kg per i conigli e 4,4 grammi/kg per i topi. Secondo questi dati ci vorrebbero più di 500 g di acido tartarico per uccidere una persona di 70 kg.
Sulla base delle informazioni esaminate a Ginevra dal 18-27 aprile 1977, il comitato di esperti sugli additivi alimentari della FAO ha escluso la tossicità dell'acido tartarico nella sua forma L+ sull'uomo. Se assunto in forma orale viene eliminato tramite le urine o distrutto nel tratto intestinale dall'azione batterica.